# Kanab (Utah)
Kanab es una ciudad del condado de Kane, estado de Utah, Estados Unidos. La población en 2000 era de 3.564 habitantes. Los residentes llaman a la ciudad "pequeño Hollywood" debido a que aquí se rodaron algunas películas del oeste (westerns). Kanab se encuentra en un punto intermedio entre el parque nacional Bryce Canyon, el Gran Cañón y el parque nacional Zion.

## Geografía
Según la oficina del censo de Estados Unidos, la ciudad tiene un área total de 36,4 km². 36,3 km² del total es tierra y 0,1 km² (0.28%) es agua.

## Alcaldes
- Allen Frost 1885 - 1887
- James L Bunting 1887 - 1889
- William Thomas Stewart 1889 - 1891
- W.S. Lewis 1891 - 1893
- John F. Brown 1894 - 1895
- Edwin Ford 1896 - 1901
- H.S. Cutler 1902 - 1903
- Taylor Crosby 1904 - 1905
- B.S. Young 1906 - 1909
- John F. Brown 1910 - 1911
- Mary Howard 1912 - 1913
- Heber J. Meeks 1914 - 1915
- B.S. Young 1916 - 1917
- David L. Pugh 1918 - 1919
- Othello C. Bowman 1920 - 1921
- David D. Rust 1922 - 1923
- Nephi W. Johnson 1924 - 1925
- William S. Swapp 1925 - 1931
- Carlos W. Judd 1932 - 1933
- E.J. Ford 1934 - 1935
- Alex Findley 1936 - 1937
- Elmer Jackson 1938 - 1939
- George R. Aiken 1940 - 1943
- Walter O. Ford 1943
- R.C. Lundquist 1944 - 1945
- Elmer Jackson 1945 - 1947
- George R. Aiken 1948 - 1949
- Daniel S. Frost 1950 - 1953
- H. Burnell Lewis 1953
- George R. Aiken 1954 - 1957
- Harmon C. Steed 1958 - 1959
- H. Burnell Lewis 1960 - 1965
- A. D. Findley 1966 - 1969
- S. Kent Carpenter 1970 - 1973
- Claud M. Glazier 1974 - 1981
- Paul M. Jenkins 1982 - 1989
- Bernard Ripper 1990 - 1993
- Viv Allen Adams 1994 - 1997
- Karen L. Avey 1998 - 2001
- Kim T. Lawson 2002 -